# Generaal-majoor
Een generaal-majoor (Engels: major general) is een hoge militaire rang die in verschillende landen gebruikt wordt.

## Geschiedenis
De rang is afgeleid van de oudere rang sergeant-majoor-generaal, die in de 17e eeuw in Nederland bestond. Een generaal-majoor is een hooggeplaatste officier, die normaal gesproken ondergeschikt is aan een luitenant-generaal en boven de brigadegeneraal staat. In landen waar de titel van brigadegeneraal niet bestaat, waaronder veel Oost-Europese landen, vormt de generaal-majoor gewoonlijk de laagste opperofficiersrang.
In het Militair Woordenboek van H.M.F. Landolt (uitgegeven 1861) wordt de rang van generaal-majoor in de Nederlandse krijgsmacht genoemd.

## Generaal-majoor bij de Belgische strijdkrachten
De Belgische strijdkrachten kennen de rang van generaal-majoor bij de Rijkswacht, de Landcomponent, de Medische component en de Luchtcomponent. De gelijkwaardige rang bij de Marinecomponent is divisieadmiraal.
| Rijkswacht               | Rijkswacht | Functie- schaal NAVO | Landcomponent            | Landcomponent            | Medische Component       | Medische Component       | Luchtcomponent           | Luchtcomponent           | Marinecomponent          | Marinecomponent          |
| ------------------------ | ---------- | -------------------- | ------------------------ | ------------------------ | ------------------------ | ------------------------ | ------------------------ | ------------------------ | ------------------------ | ------------------------ |
| Generaal-majoor Generaal |            | OF-7                 | Generaal-majoor Generaal | Graden luitenant-kolonel | Generaal-majoor Generaal | Graden luitenant-kolonel | Generaal-majoor Generaal | Graden luitenant-kolonel | Divisieadmiraal Admiraal | Graden luitenant-kolonel |

## Generaal-majoor bij de Nederlandse krijgsmacht
In de Nederlandse krijgsmacht bestaat de rang van generaal-majoor bij de Koninklijke Landmacht, de Koninklijke Luchtmacht, de Koninklijke Marechaussee en bij het Korps Mariniers. De gelijkwaardige rang bij de Koninklijke Marine is schout-bij-nacht.
| Functie- schaal NAVO | Koninklijke Marine                                  | Koninklijke Marine | Koninklijke Landmacht    | Koninklijke Landmacht | Koninklijke Luchtmacht | Koninklijke Luchtmacht | Koninklijke Marechaussee | Koninklijke Marechaussee |
| -------------------- | --------------------------------------------------- | ------------------ | ------------------------ | --------------------- | ---------------------- | ---------------------- | ------------------------ | ------------------------ |
| OF-7                 | Schout-bij-nacht (Korps Mariniers: generaal-majoor) |                    | Generaal-majoor Generaal |                       | Generaal-majoor        |                        | Generaal-majoor          |                          |

## Officiersrangen (van hoog naar laag)
- generaal
- luitenant-generaal
- generaal-majoor
- brigadegeneraal (bij de luchtmacht: commodore)
- kolonel
- luitenant-kolonel (overste)
- majoor
- kapitein / ritmeester
- eerste luitenant
- tweede luitenant
- vaandrig / kornet